# Конопляновка (Рыльский район)
Конопляновка — деревня в Рыльском районе Курской области. Входит в Березниковский сельсовет.

## География
Деревня находится на реке Сухая Амонька (в бассейне Сейма), в 98 км западнее Курска, в 16 км к северо-востоку от районного центра — города Рыльск, в 9 км от центра сельсовета  — Березники.
Климат
Конопляновка, как и весь район, расположен в поясе умеренно континентального климата с тёплым летом и относительно тёплой зимой (Dfb в классификации Кёппена).

## Население
| 2002 | 2010 |
| ---- | ---- |
| 11   | ↘4   |

## Инфраструктура
Личное подсобное хозяйство. В деревне 13 домов.

## Транспорт
Конопляновка находится в 13,5 км от автодороги регионального значения 38К-017 (Курск — Льгов — Рыльск — граница с Украиной), в 5,5 км от автодороги 38К-040 (Хомутовка — Рыльск — Глушково — Тёткино — граница с Украиной), на автодороге межмуниципального значения 38Н-705 (38К-040 — Капыстичи), в 15 км от ближайшей ж/д станции Рыльск (линия 358 км — Рыльск).
В 172 км от аэропорта имени В. Г. Шухова (недалеко от Белгорода).